# Тальнівський парк
Тальні́вський парк — парк-пам'ятка садово-паркового мистецтва загальнодержавного значення в Україні. Розташований у місті Тальне Черкаської області. 
Площа 406 га. Охоронний режим встановлено як об'єктові природно заповідного фонду Постановою Ради Міністрів УРСР від 29 січня 1960 року № 105, сучасний статус — з 1972 року. Установа, землекористувач або землевласник, у віданні якої перебуває заповідний об'єкт, — ДП «Уманське лісове господарство» Потаське лісництво.

## Історія
Парк заснований у XVIII — початку XIX століть. Він розташований на території колишнього маєтку Потоцьких-Шувалових. З 1725 року тальнівський маєток був у власності польських та російських аристократів: Оранських, Калиновських, Потоцьких. Згодом у спадок від батька перейшло до генерал-лейтенантші графині Ольги Станіславовни Шувалової, народженої Потоцької. У 1857 році П. П. Шувалов заклав тут оранжерею, невеликий ботанічний сад. Створення парку розпочато в 70-х роках XIX століття, будівництво палацу — 1896 року. Наприкінці XIX — початку ХХ століть був перебудований палац з дерев'яного на цегляний у стилі французького бароко. 
Композиція парку складається з розташованого в центрі палацу, великої галявини біля палацу, численних алей півциркульної форми. Долина річки сформована у вигляді набережних з водоспадом і численними джерелами та місточками. Парк створювався на базі існуючого лісового масиву, хоча додатково наповнювався різними породами дерев. На початку ХХ ст. паркові скульптури з Тального були перевезені в уманську «Софіївку». У Радянські часи була спроба зробити реконструкції цього парку для потреб міста, але проектне рішення не було вдалим і руйнувало парк. Зараз на території парку знаходиться міський стадіон, у палаці − музей хліборобства. Будинок пристарілих розташований в колишньому піонерському таборі, що в свою чергу містився на господарчому дворі.

## Галерея

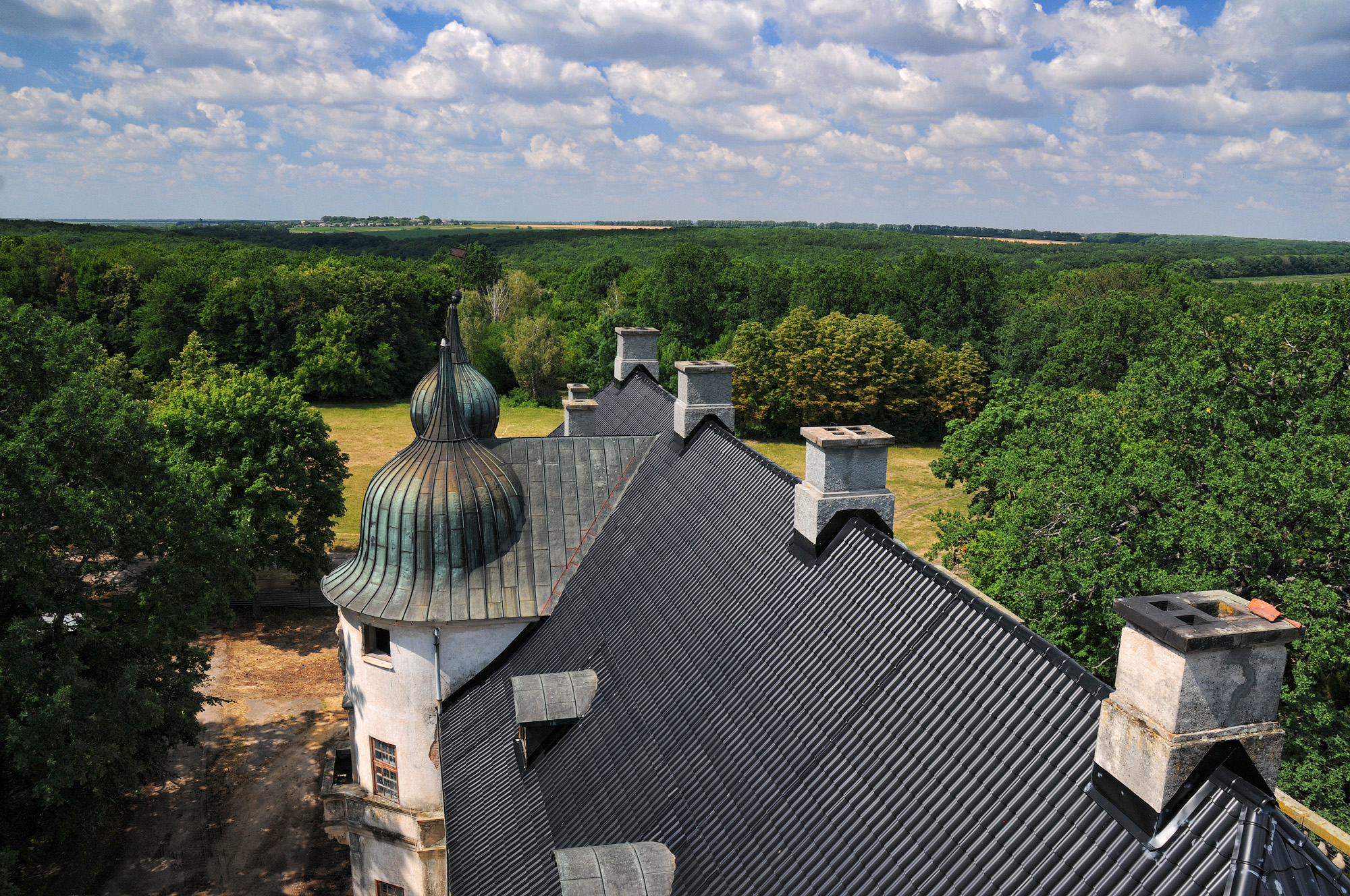
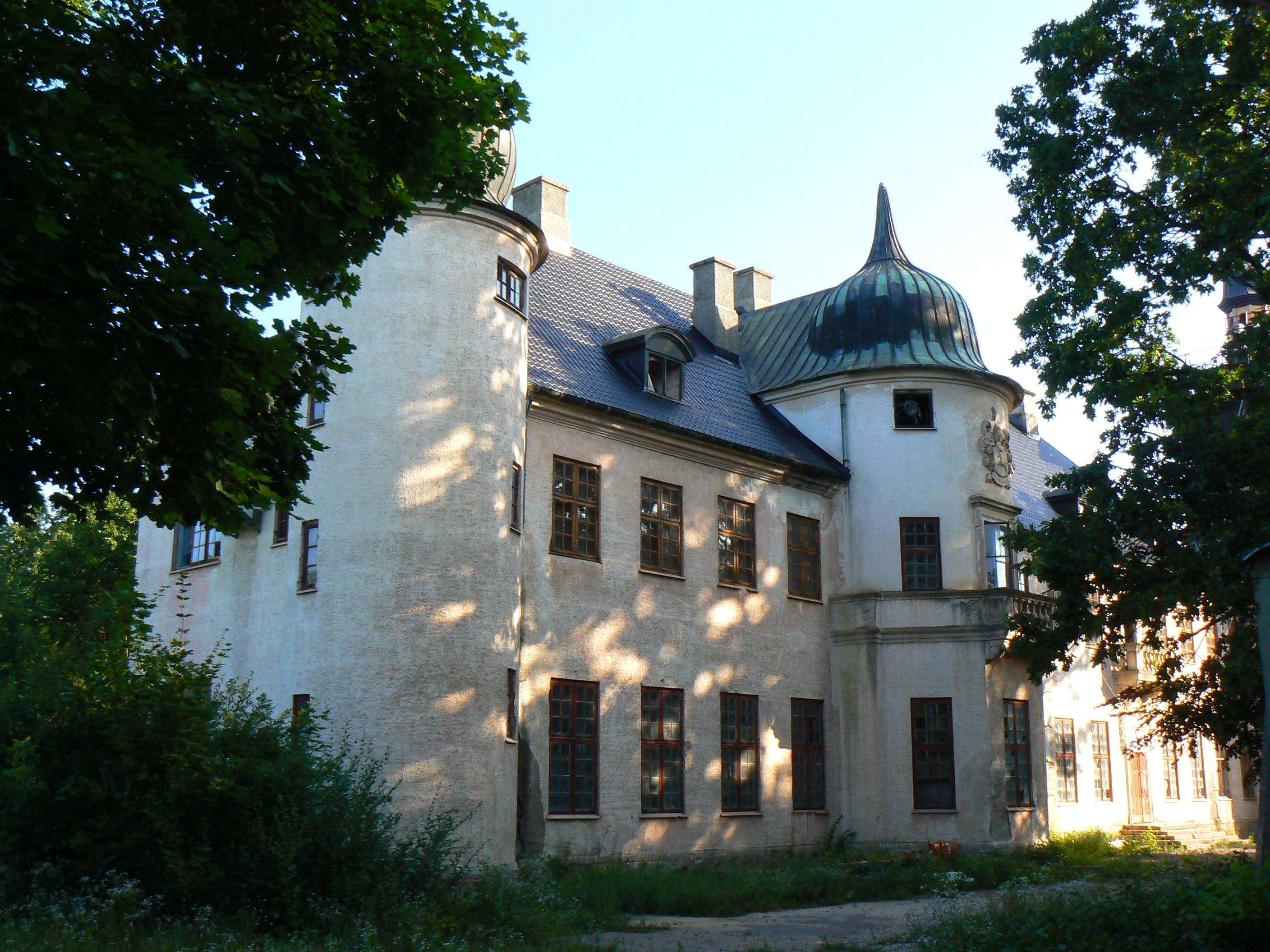
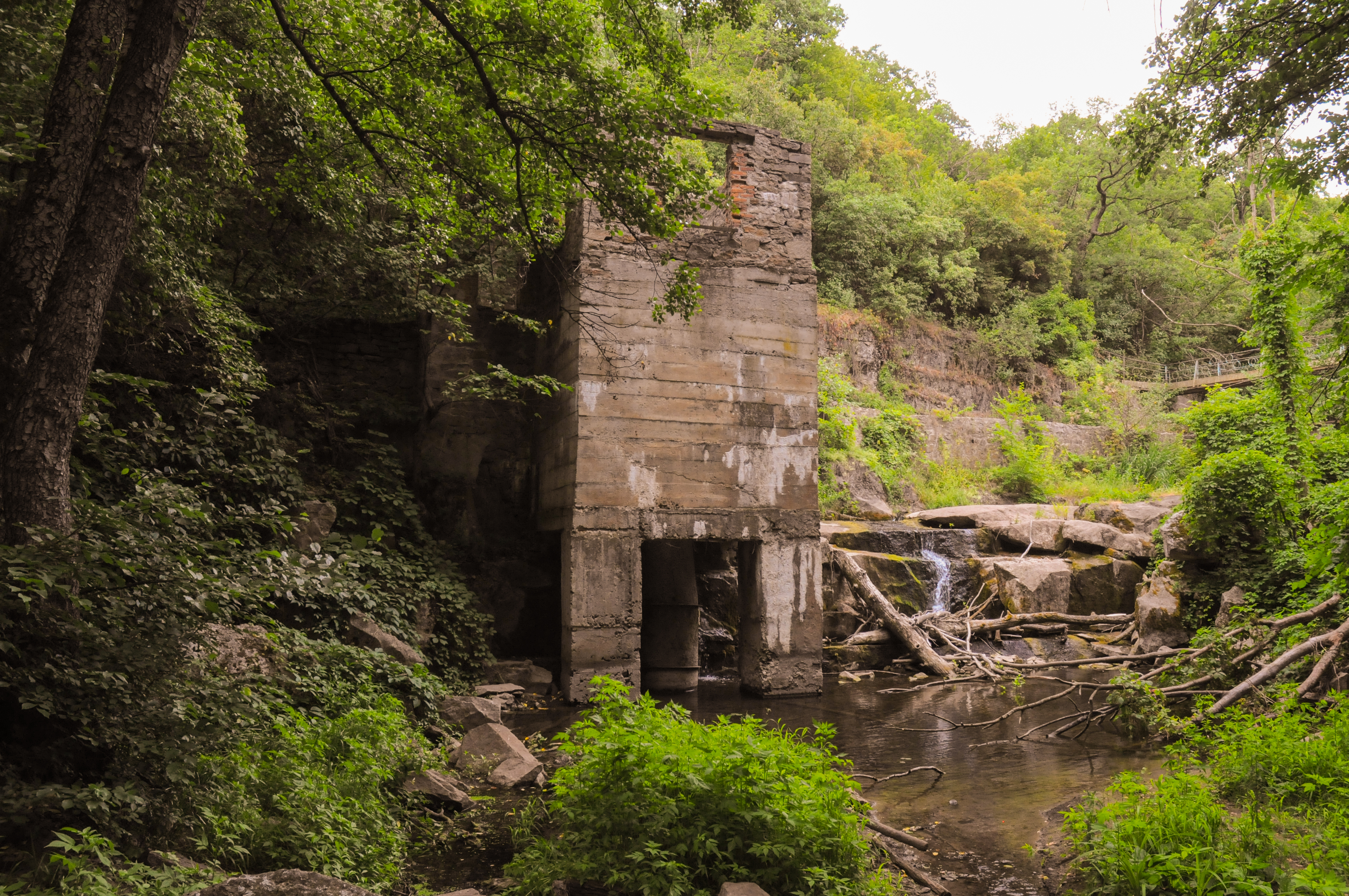
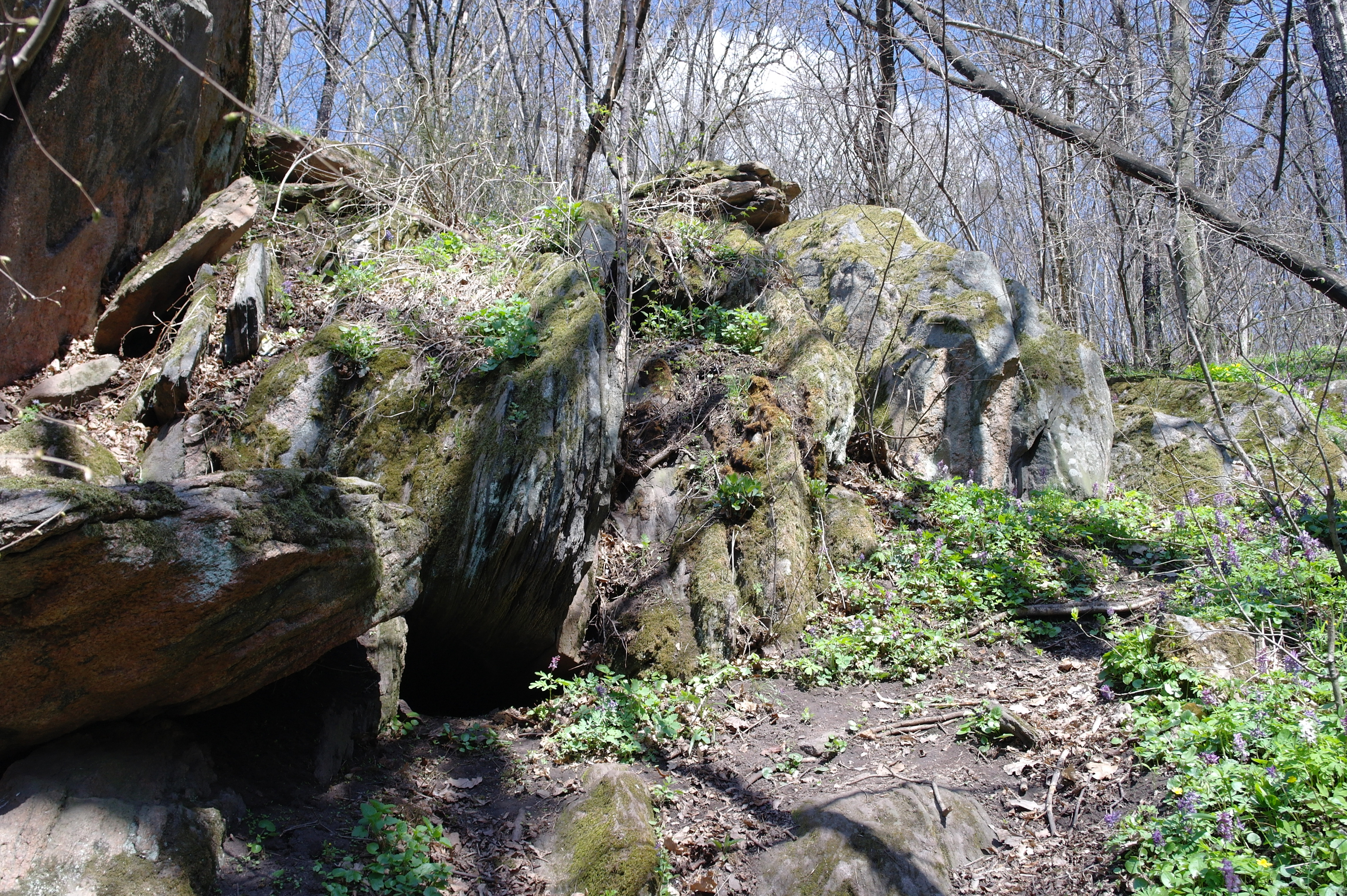
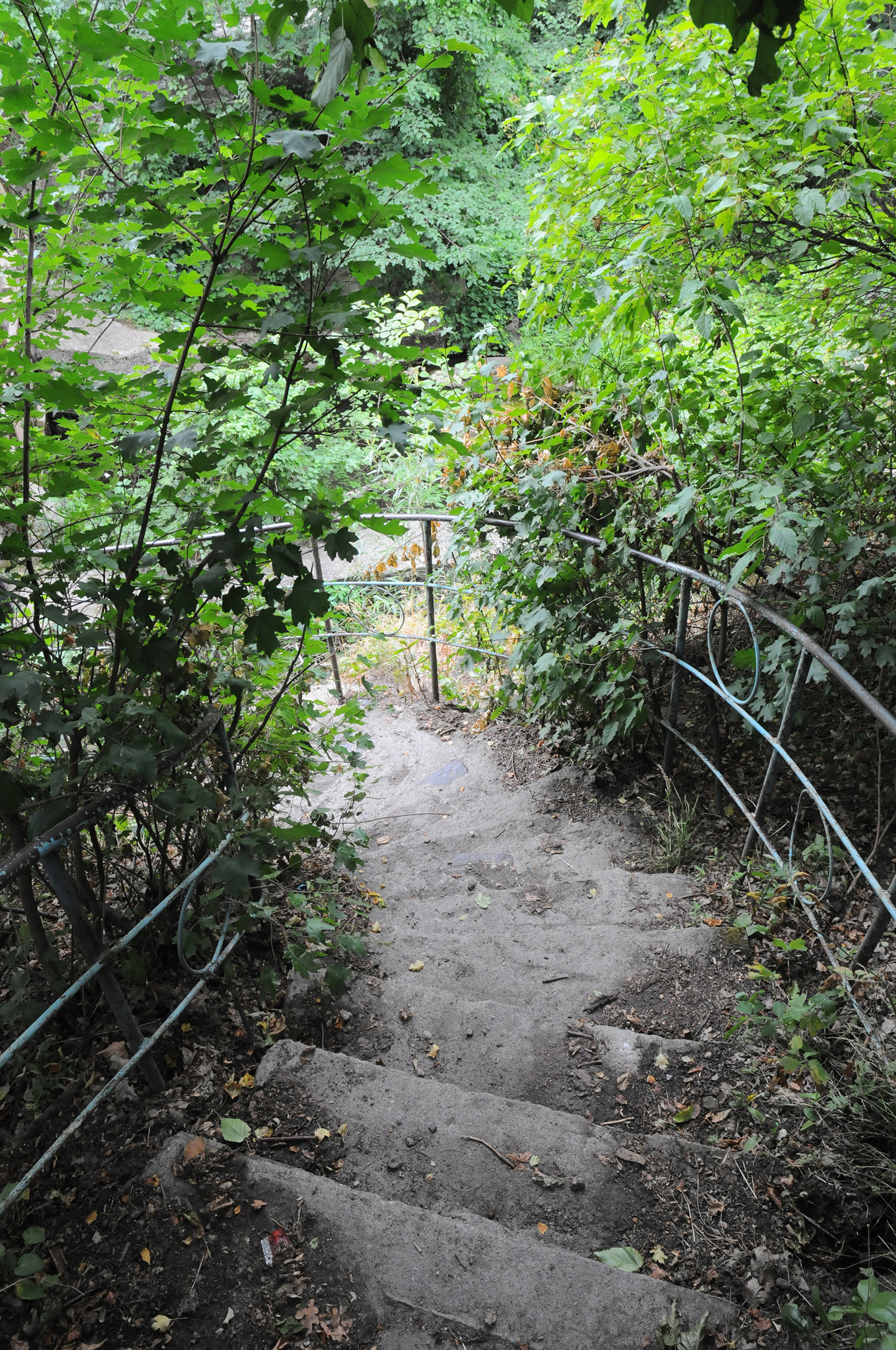

## Характеристика парку
Територією парку протікає річка Тальнянка, є ставки. Вздовж річки — виходи кристалічних порід. У парку налічується 61 вид дерев та кущів. Основу насаджень складають дуб звичайний, ясен високий, граб звичайний. Збереглися старі дерева: дуби, сосни звичайні, Веймутові та чорні, яловець віргінський та інші.